# Vlag van Osaka

Vlag van Osaka (ratio 2:3)

Vlag van Osaka, 1968-1984 (ratio 2:3)

De prefecturale vlag van Osaka bestaat uit een blauw vlak met een wit prefecturale embleem bestaande uit vier verbonden cirkels in wit, drie gestileerde kalebassen en de letter O, een initiaal van de prefectuur. De kalebassen staan symbool voor Toyotomi-clan, de stichter van de handelsstad Osaka, en drie kalebassen staan voor hoop, harmonie en welvaart. De kleur wit staat voor oneindige mogelijkheden, terwijl de kleur blauw staat voor reinheid, frisheid en intelligentie en vertegenwoordigt ook de internationale stad Osaka waar mensen toegang hebben tot de lucht en de zee. Osaka wordt in Japan waterstad genoemd omdat het veel rivieren heeft en aan twee zeeën ligt, waar de blauwe kleur ook voor staat. De prefecturale vlag werd op 1 april 1984 aangenomen.
Op 21 juni 1968 werd een eerder ontwerp aangenomen dat bestond uit een groen vlak met een wit prefecturale embleem bestaande uit vier verbonden cirkels in wit. De kleur groen staat voor frisheid en vitaliteit, maar op 1 april 1984 werd de achtergrondkleur veranderd in blauw.